# My Adventures with Superman
My Adventures with Superman est une série d'animation américaine de super-héros basée sur le personnage de DC Comics, Superman. La série est développée par Jake Wyatt, et produite par Warner Bros. Animation et DC Entertainment avec l'animation sous-traitée au Studio Mir en Corée du Sud. La série est diffusée sur Adult Swim depuis le 7 juillet 2023, ainsi que sur Max peu de temps après la diffusion.
En France, la série est également diffusée sur Max depuis le 11 juin 2024, jour du lancement national de la plateforme.

## Synopsis
L'histoire suit Clark Kent dans la construction de son identité secrète de Superman, dans l'exploration de ses propres origines mystérieuses, et Lois Lane, dont Clark est amoureux et vice-versa, qui est en passe de devenir une journaliste de renom. Faisant équipe avec le photographe et meilleur ami de Clark Jimmy Olsen, le trio fait éclater les histoires qui comptent et sauve la situation contre de nombreux méchants dans la ville de Metropolis , tout en affrontant l'agent Slade Wilson et la Task Force X, ainsi que son mystérieux chef, « Le Général ».

## Distribution

### Personnages principaux
- Jack Quaid (VF : Thibaut Lacour) : Kal-El / Clark Kent / Superman
- Alice Lee (VF : Pascale Chemin) : Lois Lane
- Ishmel Sahid (VF : Alexandre Gillet) : Jimmy Olsen

### Personnages récurrents
- Darrell Brown (VF : Frantz Confiac) : Perry White
- Kari Wahlgren (VF : Chantal Baroin) : Martha Kent (en), Clark Kent (jeune)
- Reid Scott (VF : Laurent Morteau) : Jonathan Kent (en)
- Jason Marnocha (VF : Frédéric Souterelle) : Jor-El
- Chris Parnell (VF : Aurélien Raynal) : Slade Wilson
- Debra Wilson (VF : Annie Milon) : Amanda Waller
- Joel de la Fuente (VF : Vincent Bonnasseau) : le général Sam Lane (en)
- Jake Green (VF : Jean-François Vlérick) : Dr Anthony Ivo / Parasite

### Invités
- Azuri Hardy-Jones (VF : Iliana Sakji) : Natasha « Flip » Johnson (en)
- Zehra Fazal (en) (VF : Jessie Lambotte) : Leslie Willis / Livewire
- Catherine Taber (VF : Céline Melloul) : Siobhan McDougal / Silver Banshee (en)
- Lucas Grabeel : Kyle Nimbus / Mist (en)
- Vincent Tong (VF : Jérôme Pauwels) : Steve Lombard (en), Albert / Rough House
- Melanie Minichino : Cat Grant, Silver St. Cloud (en)
- Kenna Ramsey : Ronnie Troupe (en)
- Laila Berzins (VF : Vanessa Van-Geneugden) : Rory / Heat Wave (en)
- Jessie Inocalla (VF : Jérémy Prévost) : Le Cerveau
- André Sogliuzzo (VF : Paul Borne) : Monsieur Mallah
- Michael Emerson : Brainiac
- Max Mittelman (en) : Lex Luthor, Atomic Skull, Hank Henshaw (en), Thomas Weston
- Andromeda Dunker (VF : Edwige Lemoine) : Vicki Vale
- David Errigo Jr. (VF : Pascal Nowak) : Mr. Mxyzptlk
- Byron Marc Newsome : Dr John Irons / Steel
- Michael Yurchak : Winslow Schott
- Kiana Madeira (VF : Léana Montana) : Kara Zor-El

Version française
Studio de doublage : Deluxe Media Paris ; Direction artistique : Virginie Ledieu ; Adaptation des dialogues : Anthony Panetto et Lila Chir.
 Source et légende : version française (VF) sur RS Doublage et cartons du doublage français sur Max.

## Fiche technique
- Titre original : My Adventures with Superman
- Création : Jake Wyatt, Brendan Clougher et Josie Campbell d'après le personnage créé par Jerry Siegel et Joe Shuster
- Musique : Dominic Lewis et Daniel Futcher
- Production : Michael Ouweleen, Sam Register, Jake Wyatt et Brendan Clogher (Exécutif), Josie Campbell
- Sociétés de production : Warner Bros. Animation et DC Entertainment, Studio Mir (Corée du Sud)
- Pays :  États-Unis
- Langue : anglais
- Nombre d'épisodes : 10 (Saison 1)
- Durée : 22 minutes

## Production

### Développement
En mai 2021, il a été annoncé qu'une commande de deux saisons avait été passée pour My Adventures with Superman, la série devant initialement être diffusée sur Cartoon Network et en streaming sur HBO Max. Il a été révélé que Jack Quaid et Alice Lee joueraient respectivement Clark Kent / Superman et Lois Lane. Jake Wyatt et Brendan Clogher ont été nommés coproducteurs exécutifs, et Josie Campbell est productrice. Sam Register était également producteur exécutif. Aucune mise à jour majeure n'a été donnée jusqu'en mars 2023, lorsqu'il a été annoncé que la série ne serait plus diffusée sur Cartoon Network, mais plutôt sur Adult Swim, bien que la série n'ait pas été spécifiquement conçue pour un public de jeunes adultes. Après la création de DC Studios, l'équipe de production a montré la séquence d'ouverture de la série au co-PDG James Gunn, qui aurait « aimé » la série et l'aurait autorisée à poursuivre sa production sans interférence.

### Écriture
L'équipe à l'origine de la série souhaitait explorer les premières années de Clark, Lois et Jimmy Olsen, ainsi que leur travail au Daily Planet, un aspect qui, selon Campbell, avait rarement été abordé dans les précédents médias consacrés à Superman. Campbell a décrit les trois personnages comme le cœur de la série, ajoutant que leurs liens et le temps qu'ils passent les uns avec les autres sont le moteur de « la série et des arcs des personnages pour la première et la deuxième saison ». Elle a également indiqué que l'histoire d'amour entre Lois et Clark était très importante pour l'équipe et qu'elle se développerait au fur et à mesure que la série progresserait.
Josie Campbell a cité le film Superman de 1978 réalisé par Richard Donner comme une énorme influence pour la série, en particulier pour l'interaction entre la Lois de Margot Kidder et le Superman de Christopher Reeve : « Nous avons adoré leur alchimie ; nous avons adoré l'intelligence et la fougue de Lois, et nous avons adoré le cœur et l'altruisme du Superman / Clark Kent de Reeve. Le film était intelligent, amusant, et il a modernisé Superman d'une manière qui correspondait à l'époque, tout en respectant ce qui l'avait précédé. C'est vraiment l'un de nos films préférés sur Superman ». À l'instar du film, ils ont voulu que Mes aventures avec Superman ait un « large public de téléspectateurs, où enfants, adolescents et adultes peuvent tous s'asseoir et regarder ensemble ». Parmi les autres influences de la série, figurent la série limitée de comics de 1986 The Man of Steel, ainsi que les comics de la série principale écrits par Dan Jurgens, Jon Bogdanove et Louise Simonson. De plus, la séquence de transformation de Superman est inspirée de la franchise Pretty Cure, en particulier Cure Mermaid de Go! Princess PreCure.

### Casting
En juin 2022, Michael Emerson a annoncé qu'il jouerait Brainiac dans la série. En avril 2023, il a été confirmé qu'Ishmel Sahid jouerait Jimmy Olsen.
Josie Campbell a beaucoup apprécié de travailler avec Jack Quaid. Elle a déclaré qu'il avait un excellent timing comique dans le rôle de Clark, mais qu'il était également capable de « vendre la gentillesse, la force et la dignité de Superman ».

## Diffusion
My Adventures with Superman a été diffusée pour la première fois sur Adult Swim le 7 juillet 2023 avec un spécial de deux épisodes, et sur Max peu de temps après sa diffusion télévisée,. Elle a ensuite été rediffusée sur le bloc de programmation Toonami de la chaîne le samedi soir avec des rediffusions sur Cartoon Network's ACME Night. La première saison se compose de 10 épisodes.

### Marketing
Une bande-annonce a été diffusée en avril 2023. Une bande-annonce complète annonçant la date de la première a été diffusée le 5 juin 2023. Un clip promotionnel de la première saison a été dévoilé le 29 juin 2023.

## Épisodes

### Première saison (2023)
1. Les Aventures d'un homme normal (1ère partie) (Adventures of a Normal Man Part 1)
2. Les Aventures d'un homme normal (2ème partie) (Adventures of a Normal Man Part 2)
3. Mon interview de Superman (My Interview With Superman)
4. En route pour la tour Ivo (Let's Go To Ivo Tower, You Say)
5. Mensonge par omission (You Will Believe A Man Can Lie)
6. Mes aventures avec les savants fous (My Adventures With Mad Science)
7. Rendez-vous raté (Kiss Kiss Fall In Portal)
8. Zero Day (1ère partie) (Zero Day Part 1)
9. Zero Day (2ème partie) (Zero Day Part 2)
10. La Trinité des pères (Hearts of the Fathers)

### Deuxième saison (2024)
1. Il y a plus de choses dans le ciel et sur la terre (More Things in Heaven and Earth)
2. Mes aventures avec ma petite amie (Adventures with My Girlfriend)
3. Fullmetal Scientist (Fullmetal Scientist)
4. Divergences entre les Lane (Two Lanes Diverged)
5. Un bon parti, ce Superman (Most Eligible Superman)
6. La Machine qui voulait être Empire (The Machine Who Would Be Empire)
7. Olsen's Eleven (Olsen's Eleven)
8. La Mort de Clark Kent (The Death of Clark Kent)
9. Perce le ciel, Superman ! (Superman!)
10. Mes aventures avec Supergirl (My Adventures with Supergirl)

### Troisième saison
En juin 2024, la série est renouvelée pour une nouvelle saison.

## Accueil
La série a reçu des critiques positives. Sur le site web Rotten Tomatoes, la série a obtenu une note de 100% basée sur 14 critiques, avec une note moyenne de 8,5/10. Le consensus des critiques est le suivant : « Transposant parfaitement Superman dans le style de l'anime shonen, ces aventures donnent au personnage une peinture rafraîchissante tout en conservant son charme quintessentiel ». Polly Conway de Common Sense Media a donné une note de 4/5 étoiles à la série, la décrivant comme « un nouveau départ léger et amusant pour le super-héros classique », et ajoutant que « les enfants qui ne sont pas tout à fait prêts pour les films de super-héros sérieux seront ravis des batailles et des défis auxquels l'équipage doit faire face ». Samantha Nelson d'IGN a donné une note de 8/10 à la série, déclarant qu'elle « fusionne les canons de DC Comics et les tropes de l'anime shonen pour donner un aspect frais et charmant à l'homme d'acier », et ajoutant que « bien qu'il y ait quelques personnages plus faibles, les sept premiers épisodes de la série montrent un énorme potentiel grâce à des méchants bizarres, des combats complexes et un ensemble serré ». Lauren Sarner du New York Post l'a décrite comme « rien de révolutionnaire, ni de particulièrement intelligent, mais elle est légère et parsemée de moments amusants ». Michael Thomas de Collider a déclaré que « bien que la série ait quelques problèmes de rythme, et un manque de soutien solide, elle compense largement avec son art lisse et son trio de tête solide ».